# Les Vielles (Abella de la Conca)
Les Vielles, o la Viella, és una extensa partida rural del terme municipal d'Abella de la Conca, a la comarca del Pallars Jussà.
Està situada des de l'extrem de ponent del terme municipal fins al costat oest mateix de la vila cap del municipi. Designa la partida rural que arriba fins a Cal Borrell, Casa Xinco i la Collada Pelosa. Consta en el Cadastre oficial com a Viella. Ocupa bona part del terme a ponent de la vila. Solquen aquesta partida els dos camins que duen el seu nom: el Camí Nou de les Vielles i el Camí Vell de les Vielles a més del Camí de Cal Xinco, el de Cal Borrell, el de la Casa Vella de Borrell, el de Carreu, el dels Planells, el de la Collada i el de Casa Grives.
Hi pertanyen les ja esmentades masies de Cal Borrell i Casa Xinco, a més de la Casa Vella de Borrell, Cal Xinco Vell, Cal Moixarda i Cal Serret de Núria. També són d'aquesta partida la Roca de la Casa Vella, l'Estimat de Borrell, les Costes, los Planells, lo Llinar, Vilaró, les Grives, les Llaus, a més del Tossal del Gassó, el barranc de la Viella, la Llau de la Font de la Parra i la Llau del Gassó.
És al nord-oest de lo Trull del Carreu. Travessa aquesta partida el barranc de la Viella. Les seves confrontacions són: a ponent, el límit del terme, i la partida de les Collades; al nord, les d'Ordins i la Coma; a llevant la de Magaró, i al sud, la de les Riberes. A més, formant gairebé una illa dintre seu hi ha les partides dels Seixos, les Llongues i el Pla, a la zona central.
Aquesta partida comprèn les parcel·les 16 a 26, 35 a 42, 44, 50, 222 a 226, 229, 231 a 268, 309 a 311, 319 a 321, 338 a 349 i 441 a 442 del polígon 1, i 302 a 317, 344 i 347 del polígon 4 d'Abella de la Conca. Consta de 209,5521 hectàrees amb tota mena de terrenys, però amb predomini de conreus de secà i ametllerars.

## Etimologia
Segons adverteix Joan Coromines, cal no confondre aquest viella amb el nom de la vila capital de l'Aran, Vielha. Mentre el topònim aranès procedeix, en occità, de l'equivalent al català vella, el pallarès és un diminutiu de via (camí, carretera). Així, la Viella seria equivalent d'el caminet.